# Delia leptinostylos
Delia leptinostylos är en tvåvingeart som först beskrevs av Huckett 1965.  Delia leptinostylos ingår i släktet Delia och familjen blomsterflugor. Inga underarter finns listade i Catalogue of Life.